# Classe Projet 75I
 (avril 2025).
Le Project 75 (Inde), en abrégé P-75I, est une classe prévue de sous-marins qui doivent être construits pour la marine indienne. La classe P-75I est la suite de la classe Projet 75 Alpha (classe Kalvari) de la marine indienne. Dans le cadre de ce projet, la marine indienne a l’intention d’acquérir six sous-marins d'attaque conventionnels (diesel-électriques). Ils disposeront de capacités avancées, y compris la propulsion indépendante de l'air (AIP), l’ISTAR, le déploiement des forces spéciales, la lutte anti-sous-marine (ASW) et anti-surface, des capacités d’attaque terrestre et d’autres caractéristiques,. Les six sous-marins devraient être construits en Inde, dans le cadre de l’initiative Make in India,.
En janvier 2025, le type 214 est sélectionné par les autorités indiennes .

## Historique
En 1997, le ministère de la Défense indien a approuvé un plan d’acquisition de 24 sous-marins dans le cadre du projet 75. Après le conflit de Kargil en 1999, le Comité du Cabinet sur la sécurité (CCS, le principal organe décisionnel de l’Inde sur les questions liées à la défense et à la sécurité nationale) a approuvé un plan de construction de sous-marins sur 30 ans, qui prévoyait deux lignes de production parallèles, chacune construisant six sous-marins. L’ancien Projet 75 Alpha (P-75) a été intégré dans le nouveau plan, les deux lignes de production devant être construire des sous-marins P-75 et P-75I en utilisant le transfert de technologie de différents fabricants étrangers
En 2008, la marine indienne a lancé une demande d’information à plusieurs constructeurs navals (Armaris, maintenant Naval Group, Howaldtswerke-Deutsche Werft (HDW) et Rosoboronexport) pour six sous-marins à propulsion indépendante de l’air (AIP) et à capacité d’attaque terrestre, qui devaient être construits en Inde,.
En juillet 2010, le Defence Acquisition Council, le principal organisme d’acquisition d’armes du ministère de la Défense, a décidé d’importer deux sous-marins, d’en construire trois à Mazagon Docks Limited (MDL) et un à Hindustan Shipyard Limited (HSL), avec un budget de 50 000 crores INR (équivalent à 950 milliards ₹ ou 13 milliards de dollars US en 2020). Après l’approbation du projet par le CAD en août 2010, une DDR a de nouveau été émise en septembre 2010,. Cependant, la demande de propositions n’a pas été approuvée par la SCC en raison d’opinions contradictoires entre la marine indienne et le ministère de la Défense au sujet de la participation au projet de chantiers navals privés. Par conséquent, l’approbation a expiré et a été renouvelée à plusieurs reprises jusqu’en 2013,.
En octobre 2014, le CAD a décidé de construire les six sous-marins en Inde et a approuvé un budget de 53 000 crores INR (équivalent à 720 milliards ₹ ou 9,6 milliards USD en 2020). Avec les entreprises publiques MDL, HSL et Cochin Shipyard Limited (CSL), les entreprises privées L&T Shipbuilding et Pipavav Shipyard (R-Naval) ont été autorisées à soumissionner pour le projet en collaboration avec un chantier naval étranger.
En 2017, la marine indienne a émis une autre DDR à Naval Group, Rosoboronexport, ThyssenKrupp Marine Systems (TKMS), Saab Kockums, Navantia et Mitsubishi Heavy Industries (MHI). Sur les six sociétés susmentionnées, seuls Naval Group, Rosoboronexport, TKMS et Saab ont répondu, tandis que Navantia et Mitsubishi n’ont pas répondu dans les délais,
En juin 2017, il a été rapporté que le contrat de construction serait attribué dans le cadre d’une politique de « partenariat stratégique », ce qui éliminerait les chantiers navals appartenant à l’État de la controverse. Après l’expiration de l’approbation en février 2018, le CAD a renouvelé l’approbation avec un budget de 40 000 crores INR (5,3 milliards de dollars US) en janvier 2019,.
En avril 2019, une déclaration d’intérêt a été émise pour six sous-marins capables de tirer des missiles d’attaque terrestre et des missiles de croisière anti-navires. En juin 2019, la société sud-coréenne Daewoo Shipbuilding & Marine Engineering (DSME) a été autorisée à participer au projet, après l’expiration de la déclaration d’intérêt, en réponse à une invitation tardive du ministère de la Défense, faisant ainsi une entrée tardive dans le concours,. Navantia a répondu à la déclaration d’intérêt en juillet 2019, confirmant le retour de l’entreprise dans le concours après son absence de la DDR émise en 2017,. Peu de temps après, en septembre 2019, Saab s’est retirée du concours, invoquant des préoccupations concernant les règles définies dans la politique de « partenariat stratégique ». Le retrait de Saab a laissé cinq entreprises comme les seules concurrentes dans le Projet 75I : Naval Group, Rosoboronexport, TKMS, Navantia et DSME. Les cinq entreprises ont ensuite été officiellement présélectionnées en 2020 comme finalistes du concours

## Finalistes
Le 21 janvier 2020, le gouvernement indien a présélectionné deux chantiers navals indiens comme les deux finalistes indiens du P-75I : Larsen & Toubro (L & T) et Mazagon Dock Limited (MDL). Parallèlement, le gouvernement a également présélectionné cinq fabricants d’équipement d’origine étrangers, en tant que finalistes du P-75I : ThyssenKrupp Marine Systems (TKMS) en Allemagne, le Bureau d'étude Rubin en Russie, Navantia en Espagne, Naval Group en France et DSME en Corée du Sud.
Les deux chantiers navals indiens devraient collaborer avec les cinq fabricants étrangers présélectionnés pour participer au projet. En juillet 2021, le ministère de la Défense a officiellement lancé un appel d'offres pour la construction des six sous-marins décidés, d’une valeur de 43 000 crore ₹ (5,7 milliards de dollars américains), dans le cadre d’un modèle de « partenariat stratégique »,.
Au moment de l’émission de l’appel d’offres, cinq fabricants étaient en compétition dans P-75I avec les offres suivantes :
- Naval Group (France) propose une variante diesel-électrique du sous-marin nucléaire de classe Barracuda[31]. D’autres rapports ont indiqué que la France pourrait également proposer une variante avancée de la classe Scorpène[32].
- Navantia (Espagne) base son offre sur la classe S-80[33].
- ThyssenKrupp Marine Systems (Allemagne) propose le Type 214[34]. D’autres rapports ont également indiqué que TKMS pourrait également avoir proposé le sous-marin de type 218[35].
- le Bureau d'étude Rubin (Russie) a proposé une variante de la classe Amour, connue sous le nom d’Amour-1650[36].
- Daewoo Shipbuilding and Marine Engineering (Corée) propose une variante de 3 000 tonnes de la classe KSS-III, connue sous le nom de DSME-3000[37].

Les deux chantiers navals indiens présélectionnés dans le P-75I étaient -
- L&T Construction navale (L&T)[3],[30] ;
- Mazagon Dock Shipbuilders Limited (MDL)[3],[30].

## Galerie

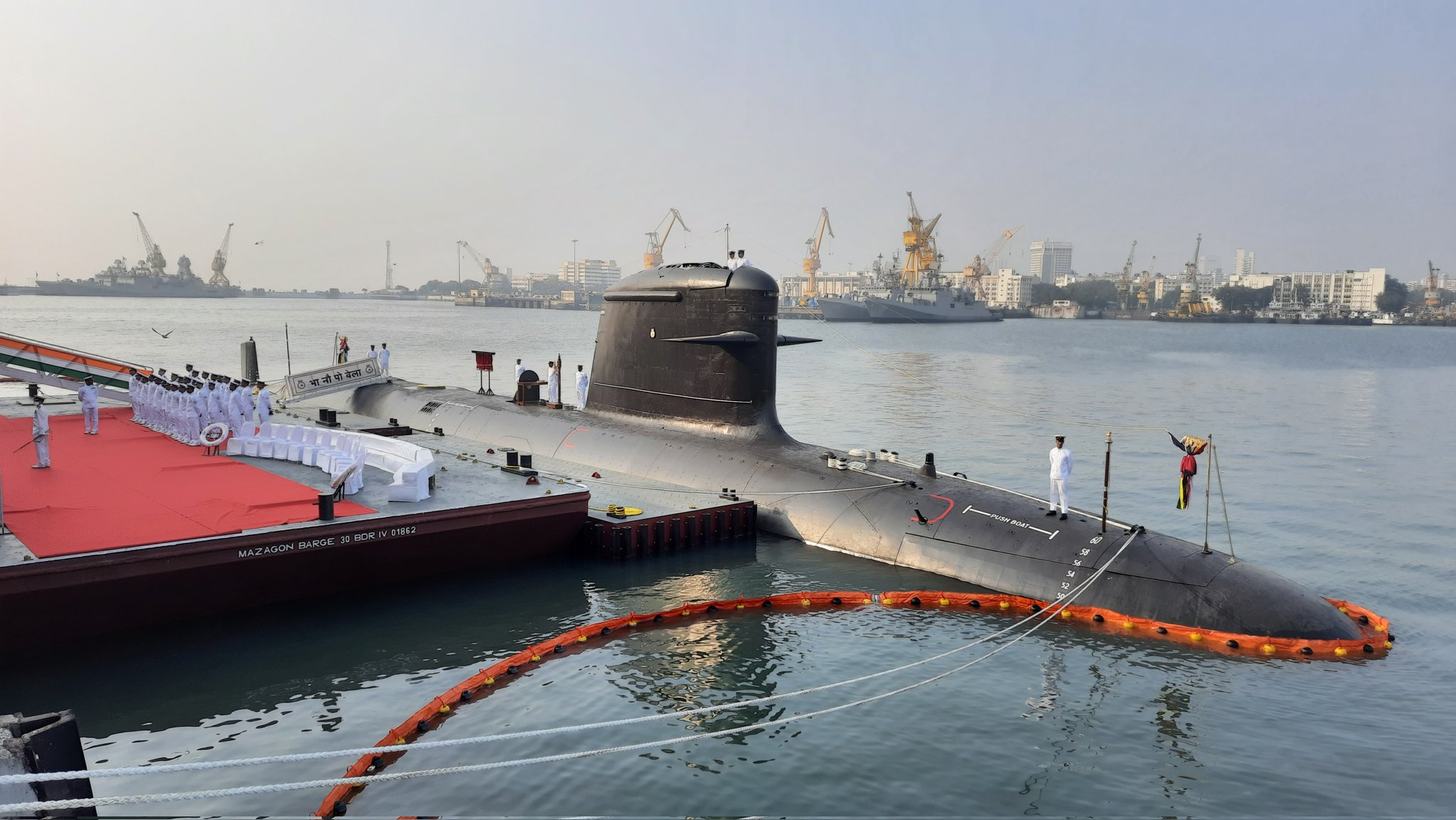
Le sous-marin de classe Scorpène, conçu par Naval Group.
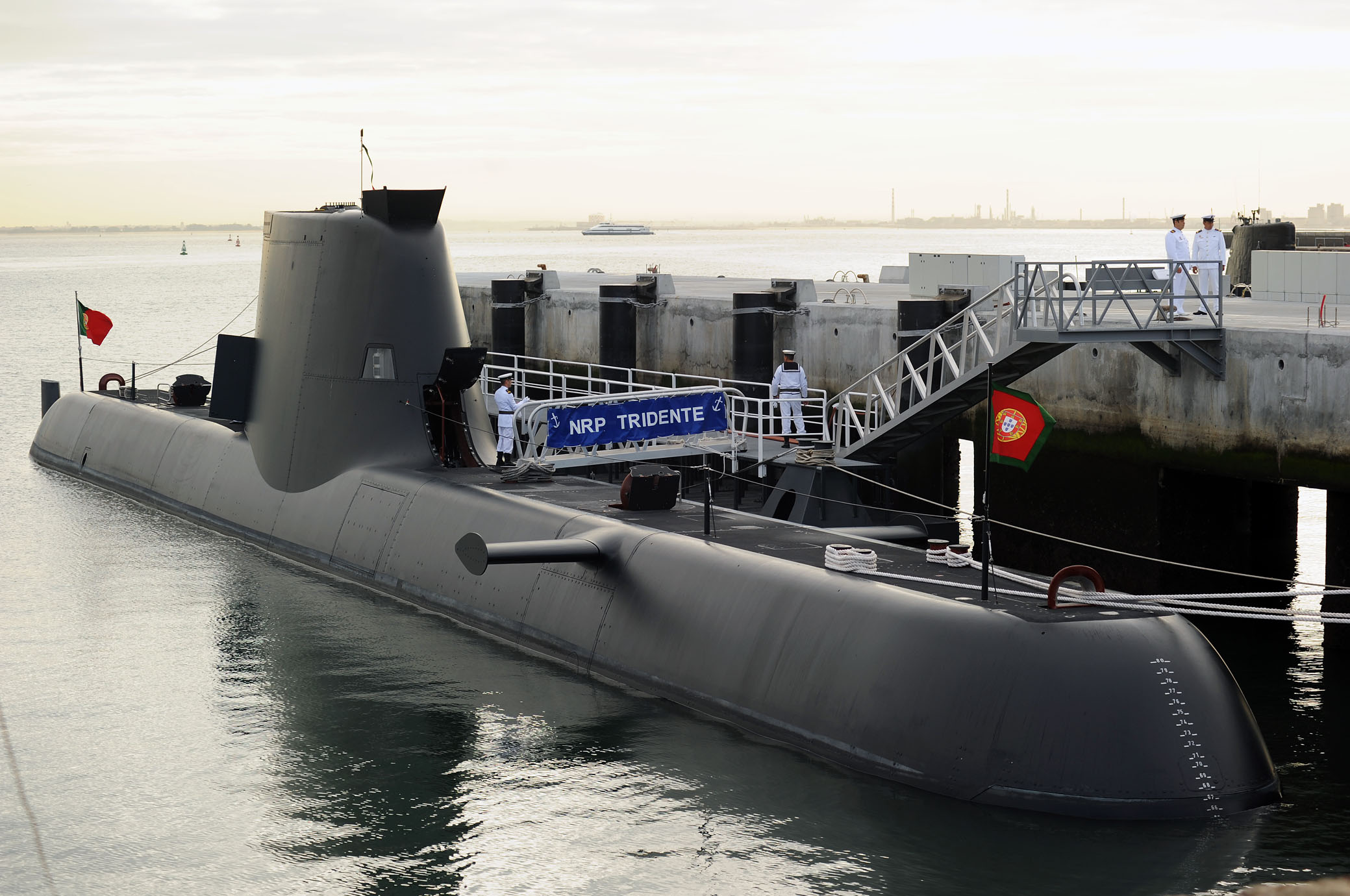
Le sous-marin Type 214, conçu par ThyssenKrupp Marine Systems.

## Développements
En juillet 2021, MDL, l’un des deux chantiers navals indiens en compétition, a émis une demande aux cinq équipementiers présélectionnés, tentant de forger un partenariat pour participer à l’appel d’offres. La demande stipulait que le fabricant devrait avoir un système AIP fonctionnel, qui a été testé et éprouvé sur un sous-marin opérationnel. Trois pays (la France, la Russie et l’Espagne) n’avaient pas de sous-marin fonctionnel avec un système AIP, laissant l’Allemagne (avec TKMS) et la Corée du Sud (avec DSME) comme seuls prétendants éligibles,,.
En septembre 2021, TKMS se serait retiré du concours, exprimant des réserves sur les « conditions restrictives » dans l’appel d’offres : une clause de responsabilité « restrictive », un « pourcentage de contenu indigène » (la quantité de contenu fabriqué en Inde souhaitée sur les sous-marins) élevé, et un « manque de clarté » sur le transfert de technologie,,. La déclaration de TKMS a laissé DSME (Corée du Sud), comme le seul concurrent éligible dans le P-75I.